# 克拉科夫卡湾
克拉科夫卡湾（俄语：Бухта Краковка），前称窑子沟湾，是滨海边疆区的海湾，处拉普拉斯角和瑟索耶夫角，面积9.42平方公里，岸长9.5公里，最深处35米。1972年更为现名。